# Jim Corr
James Steven Ignatius "Jim" Corr, född 31 juli 1964 i Dundalk, Louth, Irland, är en irländsk musiker, sångare, låtskrivare och DJ. Han är medlem i gruppen The Corrs tillsammans med sina systrar Sharon, Caroline och Andrea Corr.